# М. В.
„М. В.” је југословенски ТВ филм из 1978. године. Режирао га је Мило Ђукановић а сценарио је написао Васко Ивановић.

## Улоге
| Глумац            | Улога         |
| ----------------- | ------------- |
| Петар Божовић     | Машан Вукелић |
| Соња Јауковић     | Стане Вукелић |
| Јованка Ковачевић |               |
| Жарко Лаушевић    | Војин Вукелић |
| Стево Матовић     |               |
| Душанка Тодић     |               |